# 万里柚美
万里 柚美（まり ゆずみ、1月29日 - ）は、宝塚歌劇団専科に所属する女役。元星組組長。
大阪府東大阪市、大阪女子学園出身。身長160cm。愛称は「ユズミ」。

## 来歴
1982年、宝塚音楽学校入学。
1984年、音楽学校卒業後、宝塚歌劇団に70期生として入団。入団時の成績は15番。雪組公演「風と共に去りぬ」で初舞台。その後、星組に配属。
ダンスが得意な美人娘役として活躍し、2000年10月1日付で星組副組長に就任。
2012年2月6日付で星組組長に就任。
2020年9月21日付で専科へ異動となる。
高貴さを感じさせる佇まいと華やかな美貌で舞台を彩り、専科異動後は各組に特別出演を続けている。

## 人物
宝塚OGの万里弥生が芸名の名付け親。
小さな頃からバレエを習っており、「ベルサイユのばら」の第1次ブームがきっかけとなり、高校3年の時に宝塚を受験した。

## 主な舞台

### 初舞台
- 1984年3 - 5月、雪組『風と共に去りぬ』（宝塚大劇場のみ）

### 星組時代
- 1984年6 - 11月、『我が愛は山の彼方に』『ラブ・エキスプレス』
- 1985年2 - 3月、『哀しみのコルドバ』『ルミエール』（宝塚大劇場）
- 1985年4 - 5月、『オール・フォー・ラブ』（バウホール）
- 1985年6月、『哀しみのコルドバ』『ルミエール』（東京宝塚劇場）
- 1985年8 - 9月、『西海に花散れど』『ザ・レビューIII』（宝塚大劇場）
- 1985年10 - 11月、『カール・ハインリッヒの青春』（バウホール）
- 1985年12月、『西海に花散れど』『ザ・レビューIII』（東京宝塚劇場）
- 1986年3 - 7月、『レビュー交響楽』 - 新人公演：アンナ・ヘルド（本役：矢代鴻）
- 1986年9 - 11月、『華麗なるファンタジア』『ブギ・ウギ・フォーリーズ』（宝塚大劇場のみ）
- 1987年1 - 4月、『紫子』 - 新人公演：お香（本役：毬藻えり）『ジュビリー・タイム!』
- 1987年6 - 8月、『別離の肖像』（宝塚大劇場） - 新人公演：じょんがらの女（本役：南風まい）／皇太后陛下（本役：恵さかえ）
- 1987年9月、『紫子』『ジュビリー・タイム!』（全国ツアー）
- 1987年11月、『別離の肖像』（東京宝塚劇場） - 新人公演：じょんがらの女（本役：南風まい）／皇太后陛下（本役：恵さかえ）
- 1988年1月、『ハッピー・ドリーミング』（バウホール）
- 1988年2 - 3月、『炎のボレロ』『Too Hot!』（宝塚大劇場）
- 1988年4 - 5月、『華麗なるファンタジア』『タカラヅカ・フォーリーズ』（全国ツアー）
- 1988年6月、『炎のボレロ』『Too Hot!』（東京宝塚劇場）
- 1988年8 - 9月、『戦争と平和』（宝塚大劇場） - 新人公演：ベーラ（本役：夏美よう）
- 1988年10 - 11月、『ミッドナイト・シティ・ロマンス』（バウホール）
- 1988年12月、『戦争と平和』（東京宝塚劇場） - 新人公演：ベーラ（本役：夏美よう）
- 1989年2月、『戦争と平和』（中日劇場）
- 1989年3 - 5月、『春の踊り』『ディガ・ディガ・ドゥ』 - ヘレン・ウェンデル／代役：フェイ・モーガン（本役：洲悠花）[注釈 1]（宝塚大劇場）
- 1989年5 - 6月、『誓いの首飾り』（バウホール） - アレクサンドラ
- 1989年7月、『恋の花歌舞伎』『ディガ・ディガ・ドゥ』 - ヘレン・ウェンデル（東京宝塚劇場）
- 1989年10月、ニューヨーク公演『TAKARAZUKA』（ラジオシティ・ミュージックホール）[10]
- 1989年11 - 12月、月組・星組『シャンテ・シャンテ・シャンテ』（バウホール）
- 1990年1月、『太陽に背を向けて』（バウホール） - リンダ
- 1990年3 - 4月、『ベルサイユのばら-フェルゼンとマリー・アントワネット編-』（東京宝塚劇場のみ） - 新人公演：マリア・テレジア（本役：恵さかえ）
- 1990年5 - 6月、『メイフラワー』 - 新人公演：サラ（本役：葉山三千子）『宝塚レビュー'90』（宝塚大劇場）
- 1990年8月、『メイフラワー』 - 新人公演：マーサ（本役：花愛望都）『宝塚レビュー'90』（東京宝塚劇場）
- 1990年9月、『シティライト・メロディ』（バウホール）
- 1990年11 - 12月、『アポロンの迷宮』 - 新人公演：女官コンスタンツァ（本役：藤京子）『ジーザス・ディアマンテ』（宝塚大劇場）
- 1991年2月、『誓いの首飾り』（ゆうぽうと簡易保険ホール）
- 1991年3月、『アポロンの迷宮』 - 新人公演：女官コンスタンツァ（本役：藤京子）『ジーザス・ディアマンテ』（東京宝塚劇場）
- 1991年5 - 8月、『恋人たちの肖像』 - ミッシィ・カスパー『ナルシス・ノアール』
- 1991年11 - 12月、『紫禁城の落日』（宝塚大劇場）
- 1992年1 - 2月、『FANTASTIC"N"』（バウホール） - 60sダンサー（女）
- 1992年3月、『紫禁城の落日』（東京宝塚劇場）
- 1992年5 - 8月、『白夜伝説』『ワンナイト・ミラージュ』
- 1992年9 - 10月、『グランサッソの百合』（日本青年館・愛知厚生年金会館） - スタヨーラ伯爵夫人
- 1993年1 - 2月、『宝寿頌』『PARFUM DE PARIS』（宝塚大劇場）
- 1993年2 - 3月、『サタディナイト・ロマンス』（バウホール） - ジェンキンス夫人
- 1993年4月、『宝寿頌』『PARFUM DE PARIS』（東京宝塚劇場）
- 1993年6 - 8月、『うたかたの恋』『パパラギ』（宝塚大劇場）
- 1993年9 - 10月、『秋…冬への前奏曲』『ワンナイト・ミラージュ』（全国ツアー）
- 1993年11月、『うたかたの恋』『パパラギ』（東京宝塚劇場）
- 1993年12月、『ライト&シャドウ』（ドラマシティ） - アマンダ・ハミルトン
- 1994年2 - 3月、『若き日の唄は忘れじ』 - せつ『ジャンプ・オリエント!』（宝塚大劇場）
- 1994年4 - 5月、『ある日、夢のとばりの中で』（バウホール） - ミリアム
- 1994年6月、『若き日の唄は忘れじ』 - 留伊『ジャンプ・オリエント!』（東京宝塚劇場）
- 1994年8 - 12月、『カサノヴァ・夢のかたみ』『ラ・カンタータ!』
- 1995年2月、『若き日の唄は忘れじ』 - 留伊『ジャンプ・オリエント!』（中日劇場）
- 1995年3 - 7月、『国境のない地図』 - カタリーナ
- 1995年9 - 11月、『剣と恋と虹と』 - カトリーヌ『ジュビレーション!』（宝塚大劇場）
- 1996年1月、『黄色いハンカチ』（バウホール） - ケティ・カロライン
- 1996年3月、『剣と恋と虹と』 - カトリーヌ『ジュビレーション!』（東京宝塚劇場）
- 1996年5 - 6月、『二人だけが悪』『パッション・ブルー』（宝塚大劇場）
- 1996年6 - 7月、『剣と恋と虹と』 - カトリーヌ『ジュビレーション!』（全国ツアー）
- 1996年8月、『二人だけが悪』『パッション・ブルー』（東京宝塚劇場）
- 1996年11 - 12月、『エリザベート』（宝塚大劇場） - スターレイ夫人
- 1997年1 - 2月、『武蔵野の露と消ゆとも』（バウホール・日本青年館） - 萩原幹子
- 1997年3月、『エリザベート』（東京宝塚劇場） - スターレイ夫人
- 1997年5 - 8月、『誠の群像』 - お光『魅惑II』
- 1997年9月、『Elegy 哀歌』（バウホール） - コンスタンス
- 1997年11 - 12月、『ダル・レークの恋』（宝塚大劇場） - 酒場の内儀
- 1998年1月、『Elegy 哀歌』（日本青年館） - コンスタンス
- 1998年3月、『ダル・レークの恋』（帝国劇場） - 酒場の内儀
- 1998年4 - 5月、『ディーン』（バウホール） - ヘダ・ホッパー
- 1998年6 - 8月、『皇帝』 - ユリア『ヘミングウェイ・レビュー』（宝塚大劇場）
- 1998年8 - 9月、『ディーン』（日本青年館） - ヘダ・ホッパー
- 1998年10 - 11月、『皇帝』 - ユリア『ヘミングウェイ・レビュー』（1000days劇場）
- 1999年2 - 6月、『WEST SIDE STORY』 - ヴェルマ
- 1999年8月、『我が愛は山の彼方に』 - 梨花『グレート・センチュリー』（博多座）
- 1999年10 - 11月、『我が愛は山の彼方に』 - 梨花『グレート・センチュリー』（宝塚大劇場）
- 1999年12月、『エピファニー』（バウホール） - 毛利志げ
- 2000年1 - 2月、『我が愛は山の彼方に』 - 梨花『グレート・センチュリー』（1000days劇場）
- 2000年3月、『Love Insurance』（ドラマシティ） - ロレッタ／ミセス・ウェザースプーン
- 2000年5 - 6月、『黄金のファラオ』 - エルイム『美麗猫（ミラキャット）』（宝塚大劇場）
- 2000年7 - 8月、『Love Insurance』（赤坂ACTシアター） - ロレッタ／ミセス・ウェザースプーン
- 2000年8 - 9月、『黄金のファラオ』 - エルイム『美麗猫（ミラキャット）』（1000days劇場）
- 2000年10 - 11月、『黄金のファラオ』 - エルイム『美麗猫（ミラキャット）』（全国ツアー）
- 2001年1 - 2月、『花の業平』 - 吉野『夢は世界を翔けめぐる』（宝塚大劇場）
- 2001年3 - 5月、『ベルサイユのばら2001-オスカルとアンドレ編-』（東京宝塚劇場） - シッシーナ侯爵夫人
- 2001年6 - 7月、『風と共に去りぬ』（全国ツアー） - ミード夫人
- 2001年8 - 10月、『ベルサイユのばら2001-オスカルとアンドレ編-』（宝塚大劇場） - シッシーナ侯爵夫人
- 2001年11 - 12月、『花の業平』 - 藤原順子『サザンクロス・レビューII』（東京宝塚劇場）
- 2002年2月、『花の業平』 - 藤原順子『サザンクロス・レビューII』（中日劇場）
- 2002年4 - 8月、『プラハの春』 - ダナ夫人『LUCKY STAR!』
- 2002年9 - 10月、第2回中国ツアー公演『蝶・恋（ディエ・リエン）』『サザンクロス・レビュー・イン・チャイナ』（上海・北京・広州）[11]
- 2002年11 - 2003年3月、『ガラスの風景』 - ヘレン・シモンズ『バビロン』
- 2003年5月、『雨に唄えば』（日生劇場） - ミス・ディンスモア／オルガ・マーラ
- 2003年7 - 11月、『王家に捧ぐ歌』 - ファトマ
- 2003年12月、『永遠の祈り-革命に消えた ルイ17世-』（ドラマシティ） - アンリエット
- 2004年2 - 6月、『1914／愛』 - エティエンヌ『タカラヅカ絢爛』
- 2004年7 - 8月、『花のいそぎ』（バウホール・日本青年館） - 済恩院喜娘
- 2004年10 - 12月、『花舞う長安』 - 緑妃『ロマンチカ宝塚'04』
- 2005年2月、『王家に捧ぐ歌』（中日劇場） - ファトマ
- 2005年5 - 8月、『長崎しぐれ坂』 - 李花『ソウル・オブ・シバ!!』
- 2005年9 - 11月、『ベルサイユのばら』 - シモーヌ『ソウル・オブ・シバ!!』（全国ツアー・韓国）[11]
- 2006年1 - 4月、『ベルサイユのばら-フェルゼンとマリー・アントワネット編-』 - シモーヌ
- 2006年6月、『フェット・アンペリアル』（バウホール） - オリビア・セシリア・フィツジェラルド
- 2006年8 - 11月、『愛するには短すぎる』 - ヴィクトリア・スノードン『ネオ・ダンディズム!』
- 2006年12 - 2007年1月、『ヘイズ・コード』（ドラマシティ・日本青年館） - オリガ・ウスペンカヤ
- 2007年3 - 7月、『さくら』『シークレット・ハンター』 - フェリシア
- 2007年8月、『シークレット・ハンター』 - フェリシア『ネオ・ダンディズム!II』（博多座）
- 2007年11 - 2008年2月、『エル・アルコン-鷹-』 - イザベラ『レビュー・オルキス-蘭の星-』
- 2008年4 - 5月、『ANNA KARENINA（アンナ・カレーニナ）』（バウホール） - ヴィロンスキー伯爵夫人
- 2008年6 - 10月、『THE SCARLET PIMPERNEL（スカーレット ピンパーネル）』 - ドゥ・トゥルネー伯爵夫人
- 2008年11 - 12月、『外伝 ベルサイユのばら-ベルナール編-』 - コンティ大公妃『ネオ・ダンディズム!III』（全国ツアー）
- 2009年2 - 4月、『My dear New Orleans（マイ ディア ニュー オリンズ）』 - ジョセフィン『ア ビヤント』
- 2009年6 - 9月、『太王四神記 Ver.II』 - 大神官
- 2009年10 - 11月、『コインブラ物語』（ドラマシティ・日本青年館） - アトリミエ・カステラ
- 2010年1 - 3月、『ハプスブルクの宝剣』 - サラ『BOLERO』
- 2010年5月、『リラの壁の囚人たち』（バウホール・日本青年館） - ラルダ
- 2010年8月、『摩天楼狂詩曲（ニューヨークラプソディー）〜君に歌う愛〜』（バウホール） - ヒラリー・キャンベル
- 2010年10 - 12月、『宝塚花の踊り絵巻』『愛と青春の旅だち』 - ポーラの母
- 2011年2月、『愛するには短すぎる』 - ヴィクトリア・スノードン『ル・ポァゾン 愛の媚薬II』（中日劇場）
- 2011年4 - 7月、『ノバ・ボサ・ノバ』 - マダムX『めぐり会いは再び』 - ラルゴ伯爵夫人
- 2011年8 - 9月、『ノバ・ボサ・ノバ』 - マダムX『めぐり会いは再び』 - ラルゴ伯爵夫人（博多座・中日劇場）
- 2011年11 - 2012年2月、『オーシャンズ11』 - テレサ
- 2012年3月、『天使のはしご』（日本青年館・バウホール） - キャサリン・デ・バーグ
- 2012年5 - 8月、『ダンサ セレナータ』 - ローザ『Celebrity』
- 2012年9月、『琥珀色の雨にぬれて』 - ソフィー『Celebrity』（全国ツアー）
- 2012年11 - 2013年2月、『宝塚ジャポニズム〜序破急〜』『めぐり会いは再び 2nd〜Star Bride〜』 - ラルゴ伯爵夫人『Étoile de TAKARAZUKA（エトワール ド タカラヅカ）』 - ダム／ヴァルゴファムA
- 2013年3 - 4月、『宝塚ジャポニズム〜序破急〜』『怪盗楚留香（そりゅうこう）外伝-花盗人（はなぬすびと）-』 - 花金弓『Étoile de TAKARAZUKA（エトワール ド タカラヅカ）』（中日劇場・台北国家戯劇院）
- 2013年5 - 8月、『ロミオとジュリエット』 - フラメンコの女
- 2013年10月、『日のあたる方（ほう）へ』（ドラマシティ・日本青年館） - ソニア
- 2014年1 - 3月、『眠らない男・ナポレオン-愛と栄光の涯（はて）に-』 - スタール夫人
- 2014年5 - 6月、『太陽王〜ル・ロワ・ソレイユ〜』（東急シアターオーブ） - アンヌ
- 2014年7 - 10月、『The Lost Glory -美しき幻影-』 - バーバラ・キャンベル『パッショネイト宝塚!』
- 2014年11 - 12月、『風と共に去りぬ』（全国ツアー） - ミード夫人
- 2015年2 - 5月、『黒豹（くろひょう）の如（ごと）く』 - イレーネ・クラベス『Dear DIAMOND!!』
- 2015年6 - 7月、『大海賊』 - イスメラルダ夫人『Amour それは…』（全国ツアー）
- 2015年8 - 11月、『ガイズ&ドールズ』 - カートライト将軍
- 2016年1月、『鈴蘭（ル・ミュゲ）-思い出の淵から見えるものは-』（バウホール） - マルティーヌ
- 2016年3 - 6月、『こうもり』 - レブロフ伯爵夫人『THE ENTERTAINER!』
- 2016年8 - 11月、『桜華に舞え』 - 大給夫人『ロマンス!! (Romance)』
- 2017年1月、『燃ゆる風-軍師・竹中半兵衛-』（バウホール） - ねね
- 2017年3 - 6月、『THE SCARLET PIMPERNEL（スカーレット ピンパーネル）』 - ドゥ・トゥルネー伯爵夫人
- 2017年7 - 8月、『阿弖流為-ATERUI-』（ドラマシティ・日本青年館） - 桓武天皇
- 2017年9 - 12月、『ベルリン、わが愛』 - ゲルダ『Bouquet de TAKARAZUKA（ブーケ ド タカラヅカ）』
- 2018年2月、『うたかたの恋』 - エリザベート皇后『Bouquet de TAKARAZUKA（ブーケ ド タカラヅカ）』（中日劇場）
- 2018年4 - 7月、『ANOTHER WORLD』 - 於登勢『Killer Rouge（キラー ルージュ）』
- 2018年8 - 11月、『Thunderbolt Fantasy（サンダーボルト ファンタジー）東離劍遊紀（とうりけんゆうき）』 - 捲殘雲の母『Killer Rouge／星秀☆煌紅（アメイジングスター☆キラールージュ）』（梅田芸術劇場・日本青年館・國家戯劇院・高雄市文化中心至徳堂）
- 2019年1 - 3月、『霧深きエルベのほとり』 - ザビーネ・シュラック『ESTRELLAS（エストレ―ジャス）〜星たち〜』
- 2019年5月、『アルジェの男』 - マリア・シャルドンヌ『ESTRELLAS（エストレ―ジャス）〜星たち〜』（全国ツアー）
- 2019年7 - 10月、『GOD OF STARS -食聖-』 - 鉄扇公主『Éclair Brillant（エクレール ブリアン）』
- 2019年11 - 12月、『ロックオペラ モーツァルト』（梅田芸術劇場・東京建物 Brillia HALL） - アンナ・マリア・モーツァルト
- 2020年2 - 3月、『眩耀（げんよう）の谷〜舞い降りた新星〜』 - 母『Ray-星の光線-』（宝塚大劇場）
- 2020年7 - 9月、『眩耀（げんよう）の谷〜舞い降りた新星〜』 - 母『Ray-星の光線-』（東京宝塚劇場）[3]

### 専科時代
- 2020年11月、星組『エル・アルコン-鷹-』 - イザベラ『Ray-星の光線-』（梅田芸術劇場）
- 2021年1 - 2月、花組『PRINCE OF ROSES-王冠に導かれし男-』（バウホール） - マーガレット・オブ・アンジュー
- 2021年4月、宙組『Hotel Svizra House ホテル スヴィッツラ ハウス』（東京建物 Brillia HALL） - マーサ・ウェリントン子爵夫人
- 2022年4 - 7月、星組『めぐり会いは再び next generation-真夜中の依頼人（ミッドナイト・ガールフレンド）-』 - マダム・グラファイス『Gran Cantante（グラン カンタンテ）!!』[8]
- 2023年5月、花組『舞姫』（バウホール） - ローザ・ワイゲルト
- 2024年7 - 10月、雪組『ベルサイユのばら-フェルゼン編-』 - モンゼット侯爵夫人
- 2026年1 - 4月、星組『恋する天動説／DYNAMIC NOVA』

## 出演イベント
- 1990年10月、第31回『宝塚舞踊会』
- 1990年12月、『朱里みさを・大滝愛子合同レッスン発表会』
- 1991年10月、第32回『宝塚舞踊会』
- 1992年5月、'92TMP音楽祭『SONGS IN YOUR HEART』
- 1994年5月、TMPスペシャル『夢まつり宝塚'94』
- 1995年10月、第36回『宝塚舞踊会』
- 1996年10月、第37回『宝塚舞踊会』
- 1997年10月、第38回『宝塚舞踊会』
- 1998年12月、『レビュースペシャル'98』
- 1999年10月、第40回『宝塚舞踊会』
- 1999年12月、『レビュースペシャル'99』
- 2000年1月、逸翁デー『タカラヅカ・ホームカミング』
- 2001年1月、逸翁デー・スペシャル『タカラヅカ・ホームカミング』
- 2001年3月、『ベルサイユのばら2001』前夜祭
- 2001年9月、『ベルサイユのばら メモランダム』
- 2001年9月、『レビュー記念日』
- 2004年10月、第45回『宝塚舞踊会』
- 2005年12月、『花の道 夢の道 永遠の道』
- 2006年11月、『夢のメモランダム』
- 2007年1月、『清く正しく美しく』
- 2007年10月、第48回『宝塚舞踊会』
- 2011年4月、『ノバ・ボサ・ノバ』前夜祭
- 2014年10月、『演劇人祭 特別篇』[注釈 2]
- 2023年10月、第56回『宝塚舞踊会』